# Oritsaari (ö i Finland, Kajanaland)
Oritsaari är en ö i Finland. Den ligger i sjön Aittojärvi och i kommunen Suomussalmi i den ekonomiska regionen  Kehys-Kainuu  och landskapet Kajanaland, i den östra delen av landet, 600 km nordost om huvudstaden Helsingfors. Öns area är 0,2 hektar och dess största längd är 90 meter i öst-västlig riktning.